# Jackie Zoch
Jacqueline Jean "Jackie" Zoch (ur. 8 czerwca 1949 w Madison) – amerykańska wioślarka, brązowa medalistka olimpijska.

## Kariera
Wystąpiła na igrzyskach olimpijskich w Montrealu w 1976, gdzie osada USA w składzie: Jackie Zoch, Anita DeFrantz, Carie Graves, Marion Greig, Anne Warner, Peggy McCarthy, Carol Brown, Gail Ricketson i Lynn Silliman (sternik) zdobyła brązowy medal w ósemkach. W finale uplasowały się o 5,36 sekundy za osadą NRD i 2,51 sekundy za osadą ZSRR. Był to debiut tej konkurencji w programie olimpijskim i zarazem jedyny start olimpijski Zoch.
Kształciła się na University of Wisconsin-Madison, następnie pracowała jako nauczycielka.